# Isotes delicula
Isotes delicula es una especie de insecto coleóptero de la familia Chrysomelidae.
Fue descrita científicamente en 1847 por Wilhelm Ferdinand Erichson.